# Anneliese Gerhards
Anneliese Gerhards, z domu Jansen (ur. 4 lipca 1935 w Oedt) – niemiecka lekkoatletka, specjalistka rzutu oszczepem, trzykrotna olimpijka. Podczas swojej kariery reprezentowała Republikę Federalną Niemiec.
Wystąpiła we wspólnej reprezentacji Niemiec na igrzyskach olimpijskich w 1960 Rzymie, gdzie zajęła 11. miejsce w rzucie oszczepem. Na mistrzostwach Europy w 1962 w Belgradzie zajęła w tej konkurencji 4. miejsce. Zajęła 8. miejsce na igrzyskach olimpijskich w 1964 w Tokio.
W późniejszych startach międzynarodowych występowała w barwach RFN. Zajęła 3. miejsce w finale pierwszego Pucharu Europy w 1965 w Kassel. Odpadła w kwalifikacjach na mistrzostwach Europy w 1966 w Budapeszcie.
Zajęła 5. miejsce w rzucie oszczepem na mistrzostwach Europy w 1971 w Helsinkach oraz 9. miejsce na igrzyskach olimpijskich w 1972 w Monachium.
Była mistrzynią RFN w rzucie oszczepem w latach 1961–1966 i 1971, wicemistrzynią w 1960, 1970 i 1972 oraz brązową medalistką w 1967 i 1974. Zwyciężała również w mistrzostwach Wielkiej Brytanii (WAAA) w 1963 i 1964. Pięciokrotnie poprawiała rekord RFN w tej konkurencji do wyniku 57,66 uzyskanego 27 września 1964 w Ludwigshafen. Jej rekord życiowy wynosił 58,96 m, ustanowiony 24 lipca 1971 w Bonn.